# Дранишники
Драни́шники (фин. Haapaoja) — деревня Юкковского сельского поселения Всеволожского района Ленинградской области.

## История
Впервые появляется на карте окрестностей Санкт-Петербурга А. М. Вильбрехта в 1792 году как деревня Дранишникова.
Затем Дранишникова упоминается на картах Санкт-Петербургской губернии 1810 и 1820 годов.

ДРАНИЧНИКОВА — деревня принадлежит Екатерине Лопухиной, штатс-даме и светлейшей княгине, жителей 9 м. п., 11 ж. п.;
 При оной: Почтовая станция. (1838 год)

ДРАНИШНИКОВА — деревня гр. Левашевой по почтовому тракту, 2 двора, 11 душ м. п. (4-й стан Санкт-Петербургского уезда)

ДРАНИШНИКОВО — деревня гр. Левашевой по Выборгскому почтовому тракту, 3 двора, 11 душ м. п. (3-й стан Санкт-Петербургского уезда) (1856 год)

На «Топографической карте частей Санкт-Петербургской и Выборгской губерний» 1860 года упомянуты две смежные деревни Дранишникова из 1 и 4 дворов с харчевней.

ДРАНИШНИКОВО — деревня владельческая при речке безъименной, 3 двора, 8 м. п., 11 ж. п. (1862 год)

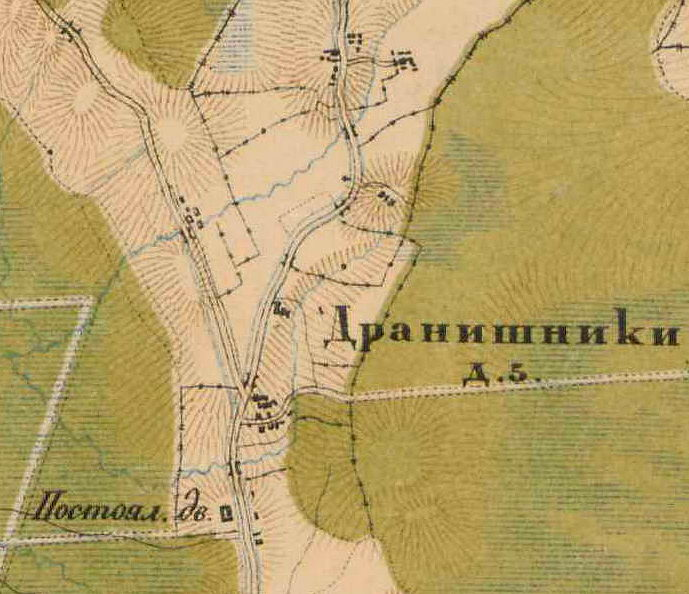
План деревни Дранишники. 1885 год

В 1885 году в Дранишкиках насчитывалось 5 дворов, а также в деревне располагался постоялый двор.

ДРАНИШНИКИ — деревня Юкковского сельского общества 9 дворов, 15 м. п., 21 ж. п., всего 36 чел. (1896 год)

В конце XIX — начале XX века деревня административно относилась к Осинорощинской волости 3-го и 4-го станов Санкт-Петербургского уезда Санкт-Петербургской губернии. Население деревни было однородным — финским.

ДРАНИШНИКОВО — селение Юкковского сельского общества Осинорощинской волости, число домохозяев — 8, наличных душ — 20; количество надельной земли — 32 дес. 1200 саж. (1905 год)

В 1908 году в деревне проживали 22 человека из них 1 ребёнок школьного возраста (от 8 до 11 лет).
В 1909 году в деревне было 8 дворов. 
Значительную часть населения деревни в начале века составляли переселенцы и потомки переселенцев из Финляндии, так называемые «финляндские карелы». 
Согласно переписи населения СССР 1926 года:

ДРАНИШНИКИ — деревня Лупполовского сельсовета Парголовской волости Ленинградского уезда, 47 хозяйств, 175 душ.

Из них: русских — 13 хозяйств, 39 душ; ингерманландцев — 20 хозяйств, 87 душ; суоми — 12 хозяйств, 45 душ; эстов — 2 хозяйства, 4 души. (1926 год)

В 1930-е годы в деревне был организован колхоз «Красный пахарь».
По административным данным 1933 года деревня Дранишники относилась к Лупполовскому сельсовету Куйвозовского финского национального района.
Согласно переписи населения СССР 1939 года:

ДРАНИШНИКИ — деревня Лупполовского сельсовета Парголовского района, 234 чел. (1939 год)

Деревня Дранишники на карте 1939 года

Согласно топографической карте РККА 1939 года деревня называлась Дранишки и насчитывала 34 двора. В 1940 году деревня также насчитывала 34 двора.
До 1942 года — место компактного проживания ингерманландских финнов.
В 1958 году население деревни составляло 458 человек.
По данным 1966 и 1973 годов деревня Дранишники находилась в составе Чернореченского сельсовета.
По данным 1990 года деревня Дранишники входила в состав Юкковского сельсовета.
В 1997 году в деревне проживали 66 человек, в 2002 году — также 66 (русские — 92 %), в 2007 году — 87.

## География
Деревня расположена в северо-западной части района на 2-м километре автодороги 41К-179 (Осиновая Роща — автодорога А121).
Расстояние до административного центра поселения — 4 км.
Расстояние до ближайшей железнодорожной станции Левашово — 4 км.

## Демография
| 1862 | 2007 | 2010 | 2017 |
| ---- | ---- | ---- | ---- |
| 19   | ↗87  | ↗120 | ↘103 |

### Национальный состав
Согласно данным Всероссийской переписи населения 2021 года в деревне проживали 197 человек, из них:
 русские — 140, белорусы — 1 человек, остальные национальность не указали.

## Улицы
Берёзовый переулок, Весенняя, Еловая аллея, Заречная, Лесная, Летняя, Луговая, Полевая, Приозерское шоссе, Рябиновая, Садовая, Сосновая, Счастливая, Южная, Юкковская.